# (4087) Pärt
(4087) Pärt – planetoida z pasa głównego asteroid okrążająca Słońce w ciągu 3 lat i 78 dni w średniej odległości 2,18 j.a. Została odkryta 5 marca 1986 roku w Lowell Observatory przez Edwarda Bowella. Nazwa planetoidy pochodzi od Arvo Pärta (ur. 1935), estońskiego kompozytora. Przed jej nadaniem planetoida nosiła oznaczenie tymczasowe (4087) 1986 EM1.